# Фатьянов, Илья Архипович
Илья Архипович Фатьянов (1891, Дмитриевская волость, Курская губерния — 1973, Москва) - советский финансист, хозяйственный, партийный и государственный деятель. Участник Гражданской войны. Председатель исполкома Керченского окружного совета (1920-1922). Председателя ЦСНХ Крымской АССР (1923-1924). Член ЦИК Узбекистана (1928-1930) и ЦИК Таджикистана (1931-1932). Заместитель председателя правления Госбанка СССР. Пенсионер союзного значения.

## Биография
И. А. Фатьянов родился в 1891 году в Дмитровской волости Фатежского уезда Курской губернии в крестьянской семье. Русский. Имел только общее образование, окончил сельскую школу. С 12 лет помогал в конторе. До 1912 годах служил конторщиком в Фатежском уезде. Объездил центр России, Крым, Юго-восток и Среднюю Азию. В 1912-1917 годах в Российской императорской армии. Рядовой, старший писарь Драгунского полка. Участник Первой мировой войны. Дослужился до звания прапорщика, командира взвода. 

### Революция и Гражданская война
Член ВКП(б) с апреля 1917 года. С ноября 1917 и по март 1918 года был председателем Фатежского уездного совета. С 1918 года в составе профсоюза советских работников. Избирался делегатом съездов и конференций. В 1918-1919 годах председатель Ревизионной комиссии Фатежского уездного Совета. В 1919 году проучился два месяца в Московском пролетарском университете, который вскоре закрыли. С марта по май 1919 года Фатьянов был членом Курского губернского Ревтрибунала. 
Участник Гражданской войны. С мая 1919 по ноябрь 1920 года - военком 2-й отдельной стрелковой бригады, военком 3-й отдельной стрелковой бригады 9-й стрелковой дивизий Южного фронта. Участвовал в боях под Обоянью, Фатежом, Курском и Орлом, Ростовом-на-Дону. Помощник начальника снабжения 9-й стрелковой дивизии. Гражданскую войну закончил Перекопско-Чонгарской операцией и взятием Крыма у Врангеля. 

### На партийной и финансовой работе
С ноя6ря 1920 по июль 1922 года был членом Керченского уездного комитета ВКП(б), председателем исполкома Керченского окружного совета, председателем Керченского окружного СНХ. В 1922 году работал председателем правления соляного треста в Крымской АССР. В 1923-1924 годах занимал должности председателя ЦСНХ Крымской АССР и управляющего Симферопольским отделением Промышленного банка СССР. Одновременно в 1924 году – член Симферопольского горкома ВКП(б) и заместитель председателя Симферопольского окрисполкома.. 
В 1924-1925 годах был заместителем управляющего Среднеазиатской конторой Промышленного банка СССР в Ташкенте. Фатьянов работал в Киргизии с 10 ноября 1925 по 13 марта 1927 года. Одновременно в 1925-1927 годах он был членом президиума Экономического Совещания Средней Азии.  
Стоял у истоков создания Киргизской АССР. 25 февраля 1926 года - член созданной при облисполкоме "Комиссии по преобразованию" в составе заместителей председателя Облисполкома - Ю. Абдрахманова и И. Фатьянова, секретаря облсовета - К. Абрамова, председателя облсуда - Л. Авербуга, его заместителя Манкирова. Комиссии поручалось подготовить проекты Декларации об образовании Кыргызской АССР и Конституции республики. Однако подготовленный проект Конституции имел множество недостатков и не был допущен к обсуждению на съезде. После проведения Учредительного съезда Советов Киргизской АССР Фатьянов был отозван в распоряжение Среднеазиатского Бюро ЦК ВКП(б). В 1927-1929 годах работал председателем Правления треста "Средазсельхозснаб". 
В 1929-1930 годах он был членом Центральной контрольной комиссии КП(б) Узбекистана. Был членом ЦИК Узбекистана (1928-1930) и ЦИК Таджикистана (1931-1932).
В 1929-1931 годах - председатель правления треста "Туркестанский шелк", с марта 1931 года - управляющий Среднеазиатской конторой Госбанка СССР в Ташкенте. С 1931 года снова был членом Президиума Экономического Совещания Средней Азии. 23 августа 1932 года  Фатьянов был назначен управляющим Нижегородской краевой конторой Госбанка СССР. 
В октябре 1934 года был переведен в Москву. С 7 октября 1934 по 14 июля 1936 года занимал должность второго заместителя председателя правления Госбанка СССР.  Фатьянову как заместителю председателя правления Госбанка подчинялся Институт повышения квалификации руководящих работников Госбанка СССР. В декабре 1936 - августе 1937 - управляющий Ленинградской областной конторой Госбанка СССР. 
После ухода на пенсию пенсионер союзного значения. Умер в 1973 году, похоронен в колумбарии на Новодевичьем кладбище, место 86-1.

## Память
Во Фрунзе (ныне Бишкек) его именем была названа улица.